# Cylindraspis peltastes
Espèce
Synonymes
- Testudo peltastes Duméril & Bibron, 1835

Statut de conservation UICN

 EX  : Éteint
Cylindraspis peltastes est une espèce éteinte de tortues de la famille des Testudinidae.

## Répartition
Cette espèce était endémique de l'île Rodrigues dans l'océan Indien.
Aucune de ces tortues terrestres géantes n'a pu être observée depuis 1800.

## Publication originale
- Duméril & Bibron, 1835 : Erpétologie Générale ou Histoire Naturelle Complète des Reptiles, vol. 2, Librairie Encyclopédique de Roret, Paris, p. 1-680 (texte intégral).